# Gwynneth
Gwynneth ou Gwyneth, ainsi que les variantes : Gwynyth , Gwynetth, Gweneth ou Guyneth, est un prénom féminin d'origine galloise ; il dérive du nom du royaume de Gwinned, l'un des principaux royaumes du pays de Galles au Moyen Âge, et signifie « blanc, pur, sacré »,,. 
Ce prénom est particulièrement populaire au Pays de Galles depuis le XIXe siècle, peut-être en partie grâce à la célébrité de l'écrivaine galloise Ann Harriet Hughes (en) qui avait choisi pour nom de plume Gwyneth Vaughan,. Il est parfois utilisé comme prénom masculin, mais généralement uniquement en deuxième prénom.

## Personnalités portant le prénom Gwynneth ou ses variantes
- Gwyneth Marjory Bebb (1889-1921), militante britannique pour les droits des femmes.
- Gwyneth Dunwoody (1930-2008), femme politique britannique.
- Gwyneth Ho (1990-), journaliste et femme politique hongkongaise.
- Mabel Gweneth Humphreys (1911-2006), mathématicienne canado-américaine ; le prix M. Gweneth Humphreys, qui récompense les enseignants en mathématiques ayant fait preuve d'un mentorat exceptionnel, est décerné en son honneur.
- Gwyneth Jones (1936-), soprano dramatique galloise.
- Gwyneth Jones (1952-), écrivaine britannique de science-fiction et de fantasy.
- Gwyneth Paltrow (1972-), actrice américaine.
- Gwyneth Stallard, mathématicienne britannique.
- Gwyneth Vanaenrode (2000-), joueuse de football belge.
- Gwyneth Evelyn Verdon dite Gwen Verdon (1925-2000), actrice et chanteuse américaine.
- Gwynyth Walsh (1950-), actrice canadienne.